# Ana Brun
Ana Brun, właśc. Ana Patricia Abente Brun – paragwajska niezawodowa aktorka filmowa. Z zawodu prawniczka. 
Laureatka Srebrnego Niedźwiedzia dla najlepszej aktorki na 68. MFF w Berlinie za debiutancką rolę w filmie Dziedziczki (2018) Marcelo Martinessiego. W obrazie tym zagrała dojrzałą Chelę, będącą od 30 lat w lesbijskim związku, która - ze względu na trudną sytuację finansową - musi dokonać w swoim życiu ważnych przewartościowań.